# 山川浦路

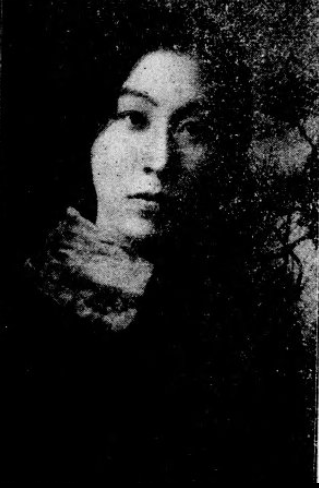
山川浦路

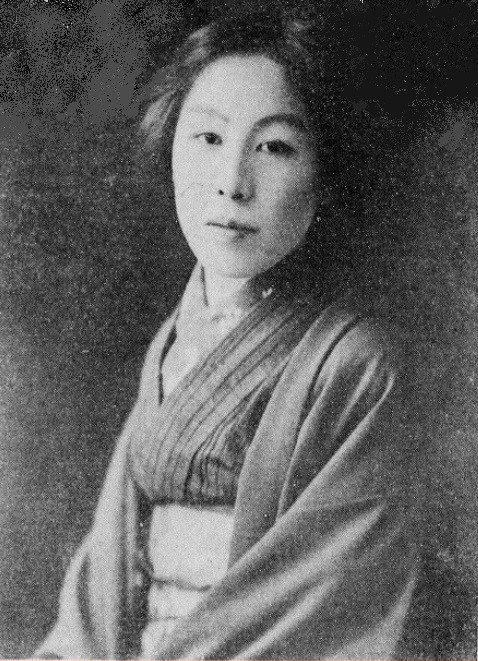
山川浦路 1919年頃

山川 浦路（やまかわ うらじ、1885年（明治18年）11月15日 - 1947年（昭和22年）11月30日）は、日本の女優である。ハリウッドのサイレント映画で活躍した俳優の上山草人の妻。本名：三田千枝。

## 来歴

### 出生から女優修行
1885年、東京市牛込区の市ヶ谷で、東京帝国大学出の鉱物学者の父、三田守一と、元芸者の母小松との間の長女、千枝として生まれる。愛日小学校から華族女学校（のちの女子学習院)へ進学。在学中に早稲田大学の学生、上山草人と知り合う。170cm近い大柄の美人だった>。
1908年、草人との間に長男平八を出産し、母に預ける。同年草人と正式に結婚し、草人は三田家の婿養子になる。坪内逍遥が設立した文芸協会に参加した草人を助けるために、浦路も入会し、女優修業を始める。華族女学校の校長、乃木希典から「卒業生が河原乞食の真似をするとは何事か」と批判されたが、新聞記者が坪内逍遥の指導であることを説明して納得させた（除名されたとの説も）。浦路はピアノも声楽も観世流の謡曲もでき、自宅で琴を教えて家計を助けた。

### 近代劇協会時代
1910年、長女の袖子を出産し、母に預ける。同年、演劇研究所試演会にて、イプセンの「ヘッダ・ガプラー」の翻案「鏑木秀子」で主役を演じる。浦路という芸名は、赤ん坊のころに引き離された草人の生みの母の名、角川浦路から取った。
草人はメーキャップ研究や化粧品開発に熱心で、浦路の両親の資金援助を得て、新橋に舞台用の化粧品を販売する「かかしや」を開店。草人考案の眉墨が人気を集め、繁昌した。浦路は女優業の傍ら、女店主として立ち働いた。
1912年、蕗子を出産、母に預ける(のちに養女に出す)。翌年、草人から衣川孔雀と愛人関係になったことを打ち明けられ、三人の共同生活が始まる。次男、観樹出産、母親に預ける（夭折）。夫が設立した近代劇協会の芝居に衣川らとともに出演、森鷗外が訳したファウストやマクベス、人形の家などで大役を演じた。衣川が妊娠したことで草人との関係が周囲にばれてスキャンダルになり、劇団脱退者が続出、公演は不発に終わり、資金繰りに窮する。
資金集めとスキャンダルの鎮静化を待って、近代劇協会は地方巡業に旅立ち、韓国・満州・台湾にも足を伸ばす。1916年に女児（ぎん子?）を生むが、人に預ける。このころから衣川孔雀が人気女優として忙しくなる一方、浦路はリューマチなどの病気のために舞台から一時遠ざかる。
草人は女性に対する執着が非常に強く、衣川が人気になるにつれ、彼女を繋ぎとめるために刃物沙汰や、愛を誓う血判書を毎月書かせたりなど異常な行動をとる。夫の愛を奪われた形となった浦路だが、変わらず夫と店を支え、衣川とも共演し、周囲からは何か割り切っているように見えたらしい。結局、衣川には歯科医の恋人ができ、草人と別れて結婚。草人は衣川に振られた苦しみから、自伝『蛇酒』『煉獄』を執筆、浦路も口述筆記するなど手伝っている。1918年、竹三郎を出産、左官業の夫婦に預ける。このころ近代劇協会には、伊沢蘭奢や浦路の妹の上山珊瑚も参加して好評を集めたが、新劇ブームは1913年をピークに下火になるばかりで、劇団経営は火の車だった<。

### アメリカでの暮らし
1919年、草人とともに渡米。渡航費用は、草人の友人の谷崎潤一郎が金策にきた浦路に頼まれ、中央公論社などに出してもらった。ハワイ、ロサンジェルス、シアトルはじめ、遠くはカナダのバンクーバーまで出向いて在米邦人向けに公演し、好評を得たが、草人の横暴ぶりからしばしば興行主とトラブルを起こし、生活は苦しかった。邦人向けの新聞に寄稿したり、二人で邦字雑誌を創刊したりして糊口を凌いだが、もっぱら記事は浦路が執筆。皿洗いまでして家計を支えたが、草人のほうはこのころ釣りに熱中。浦路の母親が亡くなったため、預けていた長男平八を引き取る。
1923年、草人がハリウッド映画『バグダッドの盗賊』のオーディションに受かり、英語のできる浦路が交渉し、モンゴル王子役を勝ち取る。このギャラで車を買い、ロスに家も買った。
草人はオリエンタル・アクターとしてハリウッドで引っ張りだこになり、浦路は任されていた邦字誌「東西時報」を1926年に廃刊し、日本から訪れる映画関係者の対応に忙しくなる。端役ながら、Ura Mitaの芸名で『The Devil Dancer（悪魔の踊り子）』、『Wu Li Chang』に出演。
息子の竹三郎が貧困にあることを聞き、1928年に養親に大金を払って親権を取り返し、進学の手配をした。養女に出した蕗子も貧困にあり、女工、納豆売りなどをしていたが、草人が1929年に単身で帰国したときに竹三郎とともに再会した。しかし蕗子はその後も女中などをしており、精神を病んで入院。退院後プロレタリア運動に参加し逮捕される。

### 草人と離婚後
帰国した草人は日本で愛人を作り、1930年に浦路とは事実上離婚、浦路は平八とアメリカに残り、Urajiという屋号で化粧品セールスをしながら、Mrs.Sojinの芸名でエキストラをして生計を立てた。生活は苦しく、田村俊子が訪ねたときは薄汚く狭い長屋に暮らしていたという。平八は文芸誌の編集や詩作をしていたが、肺病を患っていた。
1936年、養女に出した娘の蕗子から、竹三郎（三男）の肺病の知らせが届き、以来隔月で1000円を送金する。蕗子はその金で竹三郎を入院させ、掃除婦として働きながら看病した。
戦争が始まり、1942年に日系人の強制収容所に収容される。平八は肺病で療養中であったため、収容を免れる。1946年にロスに戻ったあと、白人の家に住み込みで働き、その後知人のガレージの2階を借りて一人暮らしを始めた。1947年、脳溢血で死去。

## 伝記
- 三田照子『ハリウッドの怪優 上山草人とその妻山川浦路』日本図書刊行会、1996年 ISBN 4890390758

## 文献
- 細江光「上山草人年譜稿 ; 1 : 谷崎潤一郎との交友を中心に」『甲南女子大学研究紀要. 文学・文化編』第38巻、甲南女子大学、2002年3月、45-57頁、ISSN 1347-121X。
- 細江光「上山草人年譜稿 ; 2 : 谷崎潤一郎との交友を中心に」『甲南国文』第49号、甲南女子大学日本語日本文学会、2002年3月、29-42頁、ISSN 02881403。
- 細江光「上山草人年譜稿 ; 3 : 谷崎潤一郎との交友を中心に」『甲南女子大学研究紀要. 文学・文化編』第39巻、甲南女子大学、2003年3月、11A-54A、ISSN 1347-121X。
- 細江光「上山草人年譜稿 ; 4 : 谷崎潤一郎との交友を中心に」『甲南女子大学研究紀要. 文学・文化編』第40巻、甲南女子大学、2004年3月、A37-A63、ISSN 1347-121X。
- 細江光「上山草人年譜稿 ; 5 : 谷崎潤一郎との交友を中心に」『甲南女子大学研究紀要. 文学・文化編』第41巻、甲南女子大学、2005年3月、A39-A49、ISSN 1347-121X。